# Freedom (Wham!)
Freedom è un singolo del duo pop britannico Wham!, pubblicato nel 1984 ed estratto dall'album Make It Big.
Il brano è stato scritto e prodotto da George Michael.

## Tracce
- 7" (UK)

1. Freedom – 5:08
2. Freedom (Instrumental) – 5:10

- 7" (USA)

1. Freedom – 5:00
2. Heartbeat – 4:42

## Classifiche
| Classifica (1984/85)             | Posizione massima |
| -------------------------------- | ----------------- |
| Australia                        | 3                 |
| Austria                          | 23                |
| Belgio (Fiandre)                 | 2                 |
| Canada                           | 10                |
| Finlandia                        | 5                 |
| Francia                          | 16                |
| Germania                         | 14                |
| Irlanda                          | 1                 |
| Italia                           | 5                 |
| Norvegia                         | 1                 |
| Nuova Zelanda                    | 8                 |
| Paesi Bassi                      | 3                 |
| Regno Unito                      | 1                 |
| Stati Uniti                      | 3                 |
| Stati Uniti (adult contemporary) | 4                 |
| Sudafrica                        | 8                 |
| Svezia                           | 9                 |
| Svizzera                         | 5                 |